# Kasara Tugaon Wadi, Bhalki
Kasara Tugaon Wadi là một làng thuộc tehsil Bhalki, huyện Bidar, bang Karnataka, Ấn Độ.